# Bjanka
Bjanka (također Uran VIII), Uranov prirodni satelit iz grupe manjih unutarnjih pravilnih satelita. Otkriven je pomoću fotografija koje je sonda Voyager 2 snimila 23. siječnja 1986. Nazvan je po liku iz Shakespeareove komedije Ukroćena goropadnica.
Osim orbitalnih elemenata, polumjera od 27 km i geometrijskog albeda od 0,7, gotovo ništa drugo nije poznato o Bjanki.